# Mihail Andreas Barclay de Tolly
Mihail Andreas Barclay de Tolly (în rusă Михаил Богданович Барклай-де-Толли; n. 16/27 decembrie 1761, Pomautsch⁠(d), Pakruojo rajono savivaldybė⁠(d), Lituania – d. 14/26 mai 1818, Ghesveten⁠(d), Kaliningrad, Rusia) a fost un feldmareșal și ministru al apărării din Imperiul Rus, care a luptat în timpul Invaziei franceze a Imperiului Rus și în Războiul celei de-a Șasea Coaliții.